# Germania (personificazione)

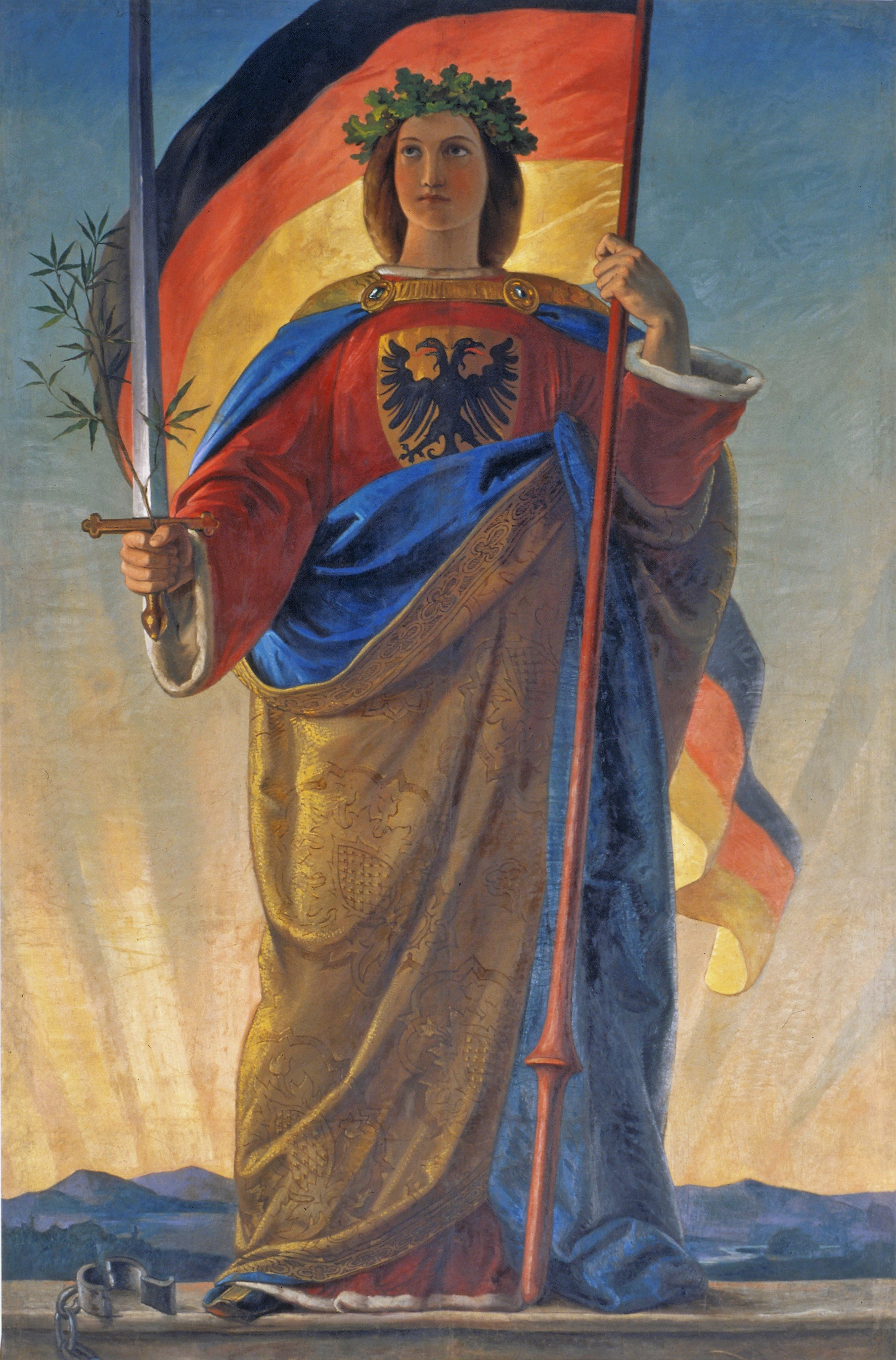
Germania di Philipp Veit, 1848

Germania è una personificazione con diversi significati. Nella antichità classica, come Germani vennero designati dai romani i popoli del centro-nord Europa e "Germania" come Numen. Dal Medioevo, nel riutilizzo del termine antico Germania Magna, come personificazione nazionale tedesca nel senso di territori di lingua tedesca. Nel XIX secolo con l'avvento dei Movimenti democratici in Germania come nazionalismo romantico e rappresentazione d'immagine dello Stato-nazione tedesco. Nella iconografia dell'Impero tedesco la Germania si spostò verso il Nazionalismo tedesco.

## Periodo romano
La rappresentazione nelle arti figurative delle divinità romane iniziarono molti secoli a.C. come motivo di statue, rilievi e monete. La personificazione di luoghi geografici divenne importante, e lo si può vedere nelle incisioni, per le province o regioni con l'attribuzione di costumi o acconciature su figure maschili. Per molti oggetti non vi è una identificazione certa, data la mancanza di fonti scritte. Dalla adozione di Germania come personificazione, essa venne ritratta in diversi modi su iscrizioni e ritratti di sovrani su monete.

### Statue e rilievi
Dai primi anni del XVI secolo nella collezione della antica famiglia della Valle a Roma e successivamente dal XVIII secolo a Firenze nella Loggia della Signoria vi è presente la statua marmorea Die trauernde Barbarin da secoli ritenuta la rappresentazione del personaggio storico di Thusnelda, come descrizione del costume delle donne germane, di Publio Cornelio Tacito nel suo De origine et situ Germanorum, corrisponde a alla statua Germane, dei rilievi della Colonna di Marco Aurelio, sull'Arco di Costantino a Roma e sulle monete di Adriano e Marco Aurelio.

### Monete

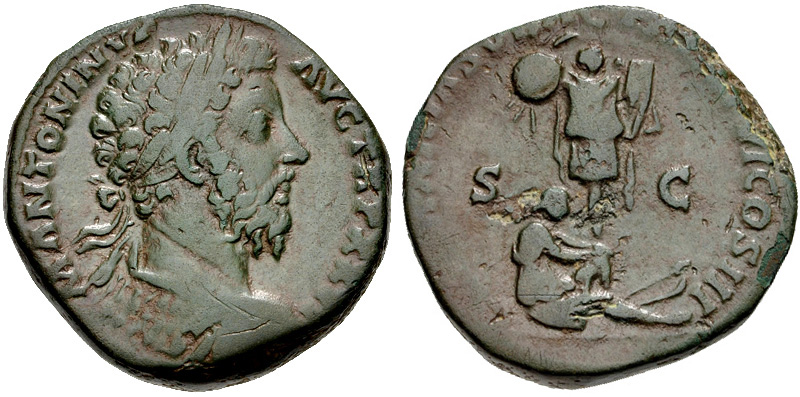
Sesterzio di Oricalco, 172-173 d.C., Marco Aurelio, la Germania sconfitta ai piedi di un Tropaion

La vittoria romana e le conquiste vennero rappresentate su monete a memoria oltre i secoli, e le rappresentazioni le più diverse. In ogni caso le monete raffiguravano sovrani, con una scritta alludente all'evento, anche con degli Dei come la dea della Vittoria. Più tardi diversi Simbolismi vennero impiegati, con emblemi contro gli avversari. Rappresentazioni di armi o altre caratteristiche dell'avversario, come la Tiara armena con la scritta „ARMENIA DEVICTA“, esotici animali come elefanti (Africa) o coccodrilli (Egitto) o anche personificazione della sconfitta. Nel 80 a.C. un copricapo con una cappa da elefante come personificazione dell'Africa. Con queste monete venne celebrata la vittoria in Africa di Gneo Pompeo Magno. Su un Dinaro Gaio Giulio Cesare (49-44 a.C.) viene rappresentato un Tropaion con ai piedi un Gallo caduto durante la campagna in Gallia. Una moneta di rame di Vespasiano (69-79) degli anni 71 o 72 mostrano dei giudei nella distruzione di Gerusalemme. Mostra alla sinistra sotto una palma di datteri un pensieroso giudeo seduto e alla destra Vespasiano con una lancia spezzata, grande quanto la palma, ai piedi sul terreno un elmo, con la scritta „IUDAEA CAPTA“. Ulteriori varianti sul tema mostrano giudei nella stessa posa, ma con i soldati dell'imperatore o con il corpo a terra con lancia e scudo.

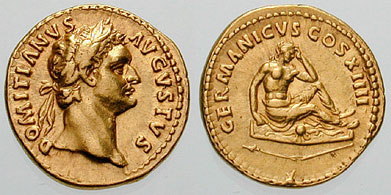
Aureo, 88-89 d.C., Domiziano, la Germania seduta, con la lancia spezzata

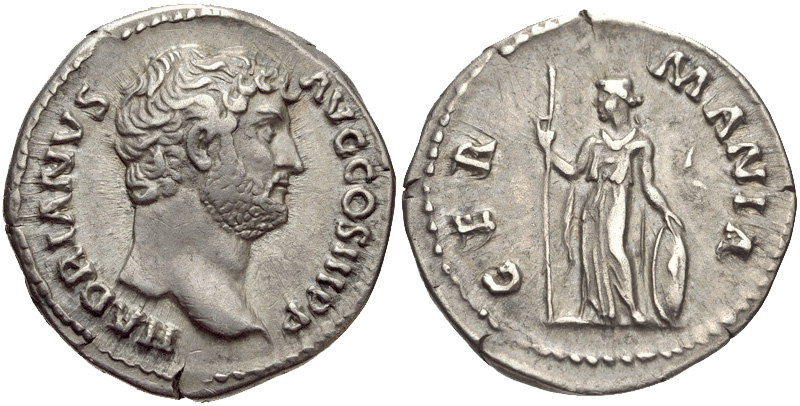
Denario, 134-138 d.C., Adriano, Germania senza attributi per la sconfitta, come Minerva rappresentata

Sui dinari d'oro dell'imperatore Domiziano (81-96) viene rappresentata Germania in posa degradante, a petto nudo, in lutto sul suo scudo seduto e con lancia spezzata. Questo conio deriva dalla vittoria romana sui Catti. Il dinaro d'oro con questo motivo fu per la prima volta coniato nel 84, con il nome di Domiziano in Germanicus. Durante questo periodo i Sesterzi presentavano altri motivi con Tropaion e la scritta „GERMANIA CAPTA“, sulla destra mostra uno sconfitto e sulla sinistra una Germania in lutto. La scritta „GERMANIA CAPTA“ e il riferimento diretto qui è verso le monete di Vespasiano per la Giudea. Altri motivi raffigurati sono con Germania assieme a Domiziano, che presenta il suo scudo come segno di sottomissione e circondata da lance sul terreno assieme agli scudi, simbolo della ferocia dei combattimenti.
La rappresentazione di Germania avviene anche sulle monete dell'imperatore Adriano (117-138). Germania viene mostrata come Minerva, con accanto lancia e scudo, solo con la scritta „GERMANIA“ senza commenti. Vi sono diverse rappresentazioni note, anche con petto nudo. Ma ora questa caratteristiche aveva significato di attribuzione di costume, non di umiliazione. Publio Cornelio Tacito scrisse nel 98 nel suo De origine et situ Germanorum usi e costumi dei Germani, dove entrambi i sessi vestivano manti senza coprire il petto. Questa conversione anche in senso positivo della personificazione ebbe luogo anche per Spagna, Africa e Asia, sotto Adriano con la cessazione di azioni militari di conquista. In quel periodo Adriano intraprese una serie di viaggi nelle province, anche in quella di Germania (provincia romana).
Sotto Marco Aurelio (161-180) e Commodo (180-192) con il successo delle guerre marcomanniche vennero coniate monete con la rappresentazione della Germania, e l'iscrizione „GERMANIA SVBACTA“. Il motivo utilizzato fu utilizzato per cento anni prima ancora da Domiziano, una Germania umiliata e in lutto, ai piedi del Tropaion.

## Medioevo

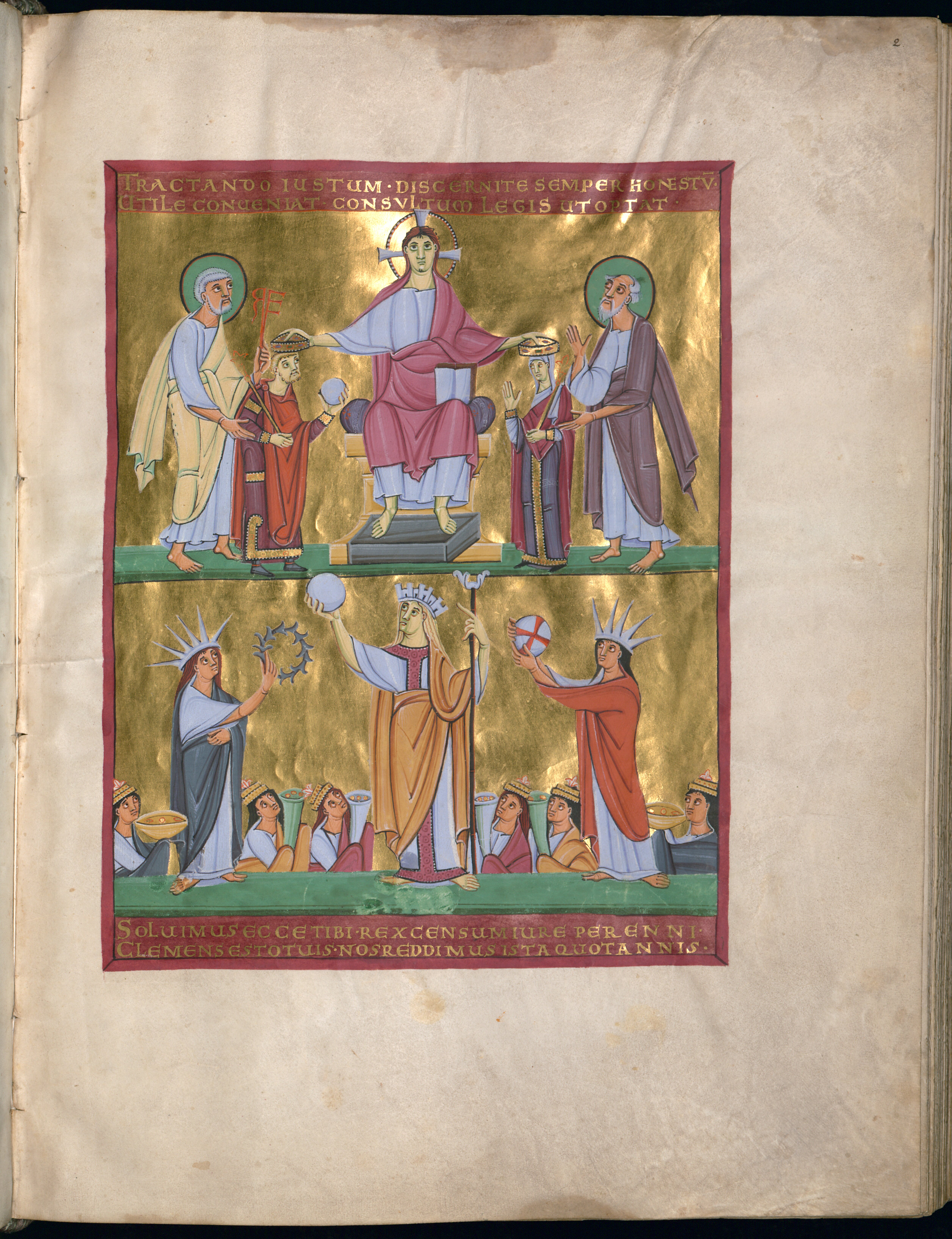
Germania con globo crucigero e scettro (sotto, figura di mezzo) nel libro della pericope di Enrico II., ca. 1010

Anche nel Medioevo si trova la personificazione della Germania, così attorno all'anno 1000 assieme a Roma, Gallia e Sclavinia nell'Evangeliario di Ottone III. (München) o con Roma e Gallia nel libro della pericope di Enrico II.

## Guerre napoleoniche
Nel susseguirsi delle guerre napoleoniche si usò la figura di Germania come personificazione della Nazione tedesca, così come la francese Marianna in un sistema dominato dalla figura maschile in un uso non politico. Un esempio è la grafica di Karl Ruß, uno dei primi esempi di rappresentazione della Germania nel XIX secolo, con essa sotto l'avviso della battaglia di Lipsia, preludio dell'ascesa napoleonica in Europa, la liberazione della Germania attraverso Arminio. Da Arminio vennero conquistati i Romani e qui pochi anni prima la Germania dispensava „nemici francesi“.

## Romanticismo e rivoluzioni
Durante lo stile romantico tra i pittori nazareni, Friedrich Overbeck nel 1828 dipinse Italia und Germania, Italia e Germania in amicizia rappresentate da due giovani donne.
Nella prima metà del XIX secolo gingen die Bestrebungen, das in verschiedene Staaten aufgeteilte Deutschland zu vereinigen, mit einem Anwachsen des deutschen Nationalismus einher. Nel periodo della Rivoluzione tedesca 1848/1849 il Parlamento di Francoforte dal 1848 al 1849 utilizzò il dipinto Germania del pittore Philipp Veit, con vessillo Schwarz-Rot-Gold (tricolore nero-rosso-giallo) nella mano destra e una spada e ramo d'ulivo nella sinistra. Nel 1835 Veit dipinse Germania incoronata con rami di quercia co ai piedi una quercia in un paesaggio romantico con castello, corona imperiale, spada e aquila bicefala. Stessi e altri attributi si trovano nell'opera del pittore della scuola di Düsseldorf, Christian Köhler per la sua Erwachende Germania, nello spirito emergente del Nazionalismo tedesco del 1849.
Il motivo allegorico del nazionalismo tedesco si creò nelle celebrazioni della difesa della Patria, dell'Unità degli anni '50 - '60 del XIX secolo, nelle opere liriche, musicali, pittoriche e scultoreen.

Una visione romantica, popolare di Germania fu quella el pittore tedesco di Düsseldorf Lorenz Clasen nella sua Germania auf der Wacht am Rhein, con spada e scudo con aquila del Reich, Valchiria Figura in abito da guerra sul Reno in atteggiamento da difesa, per la prima volta. Il motivo fu ripreso in diversi modi.

Esempi del XIX secolo
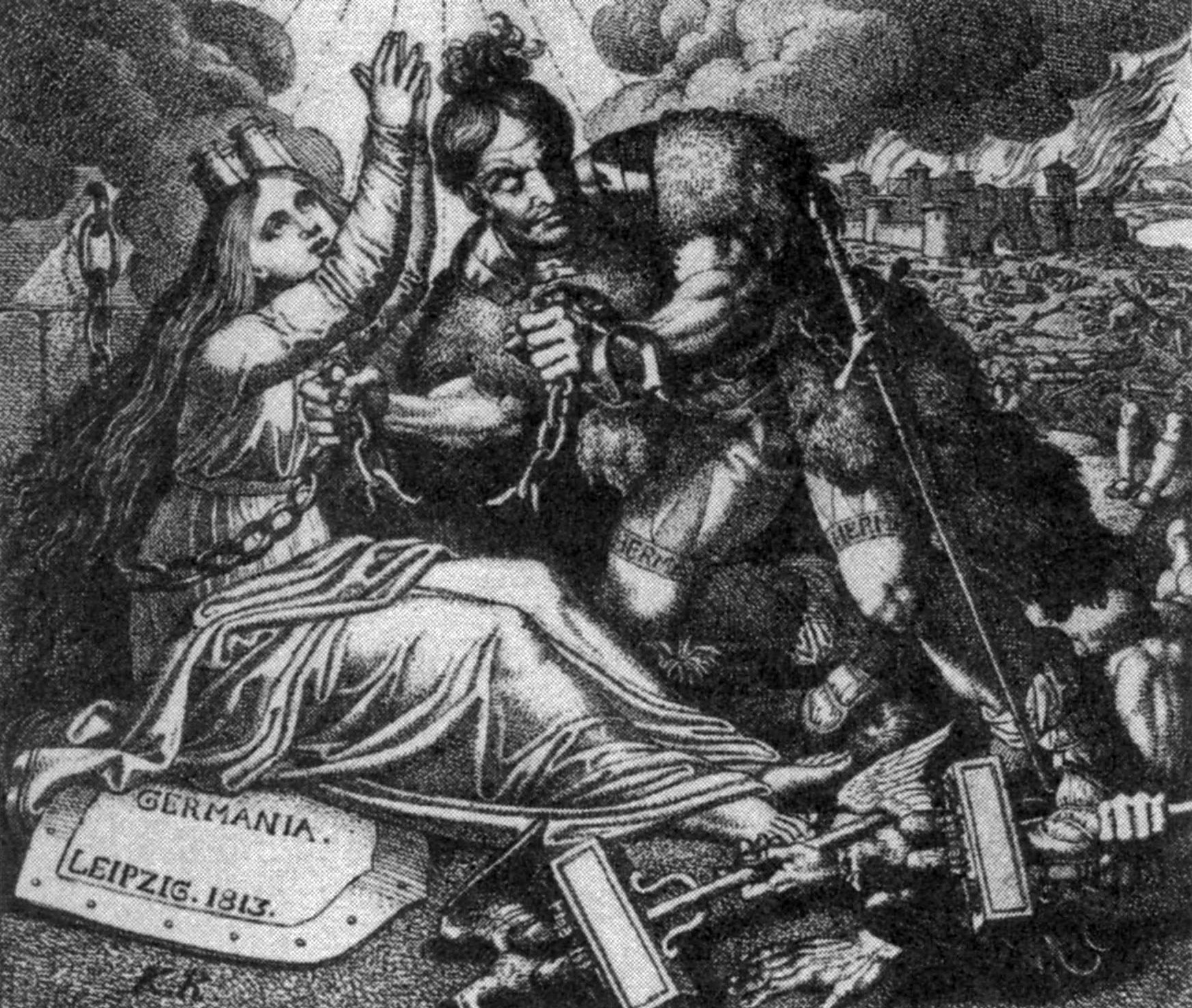
Hermann libera la Germania, disegno di Karl Ruß, 1818.
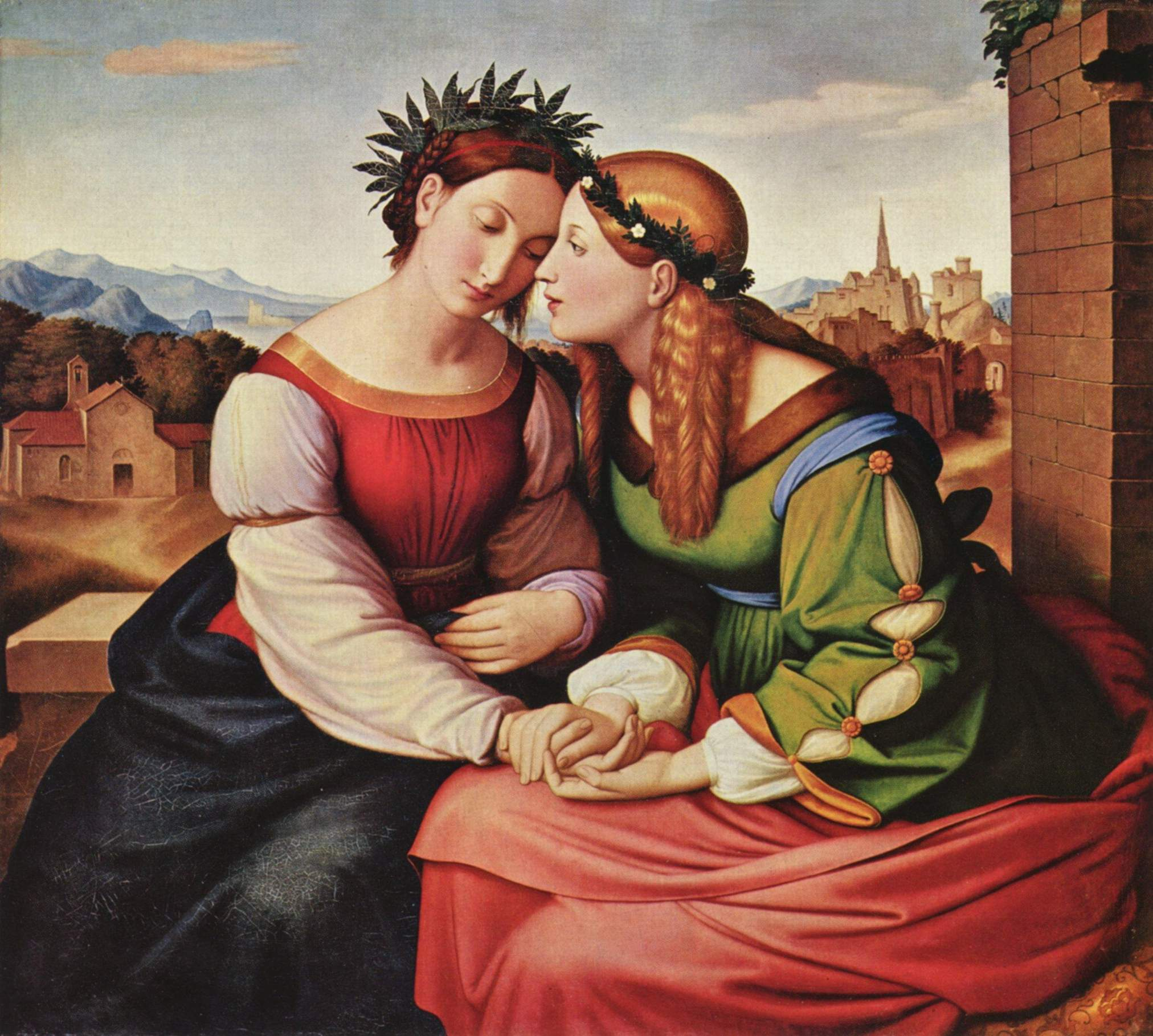
Italia e Germania di Friedrich Overbeck, 1828
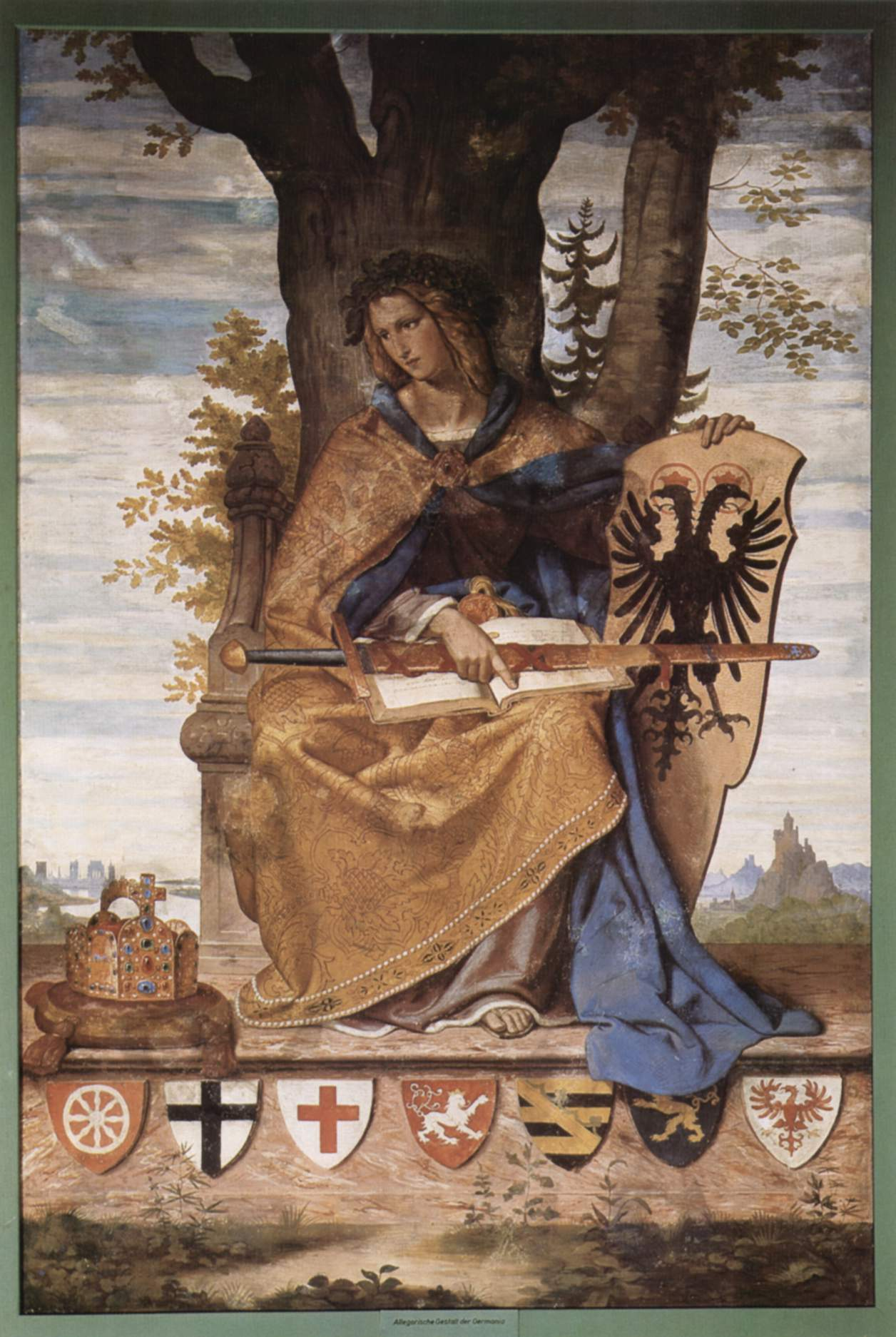
Germania, di Philipp Veit, 1834-1836.
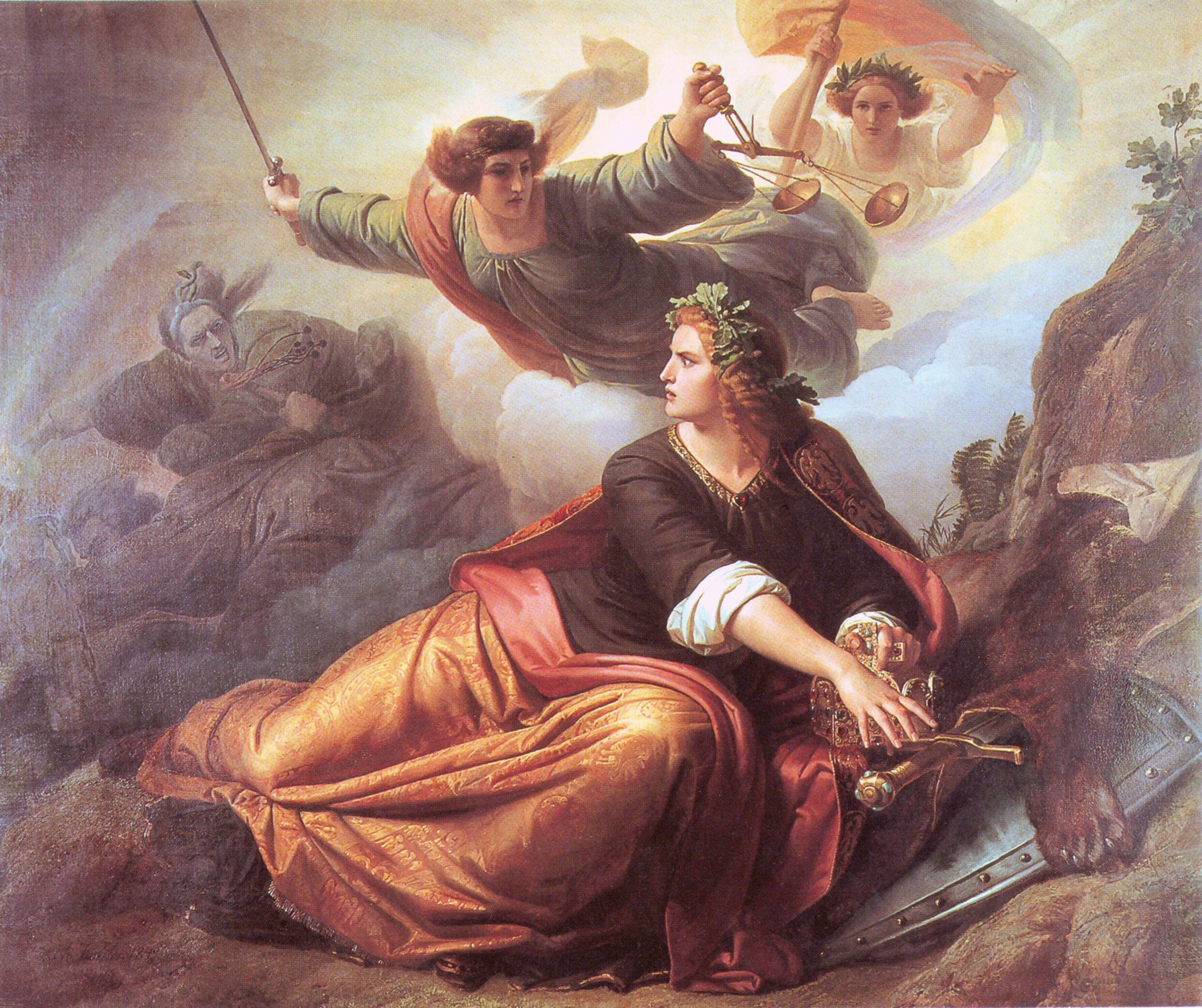
Germania di Christian Köhler, 1849.
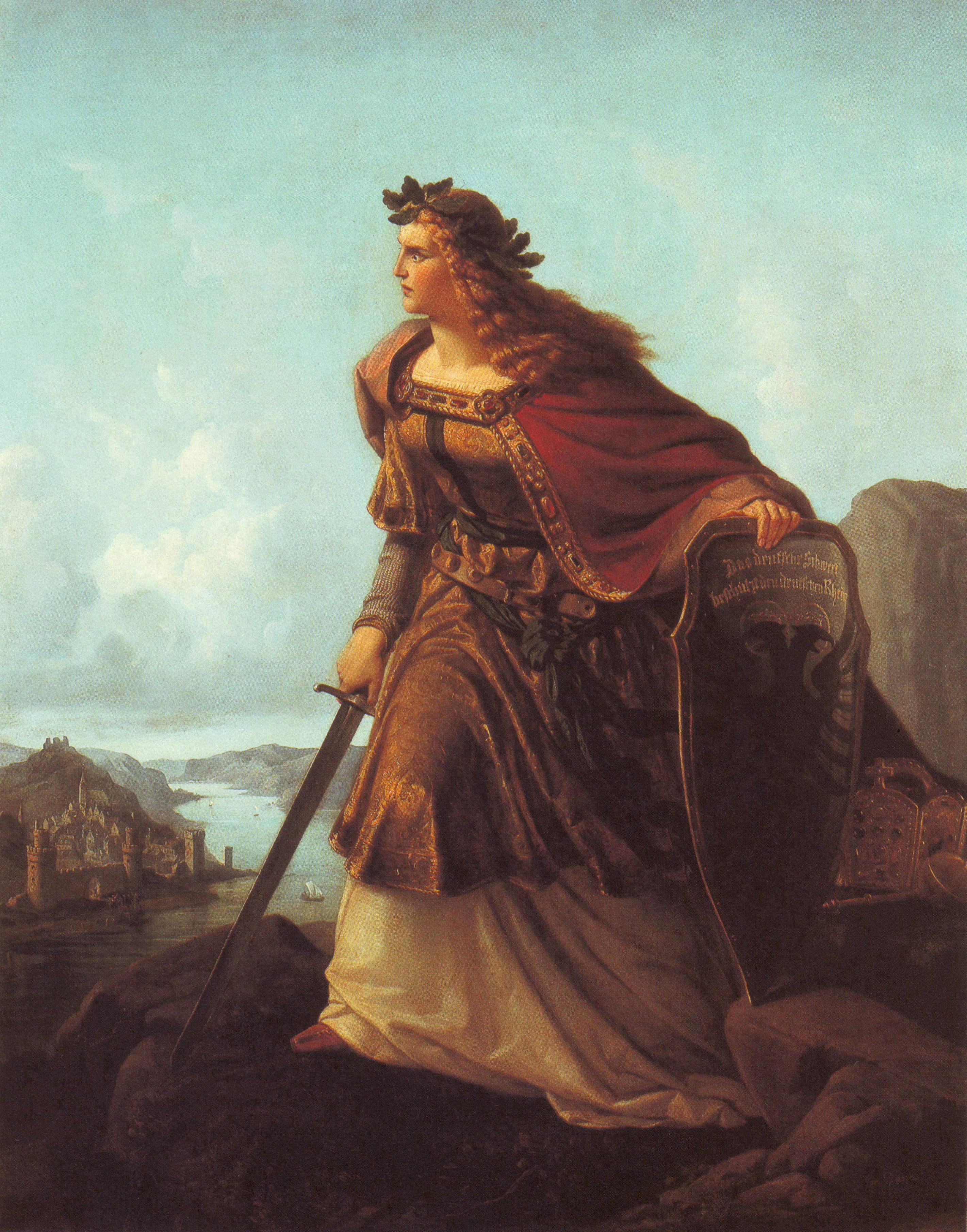
Germania auf der Wacht am Rhein di Lorenz Clasen, scuola di Düsseldorf, 1860.
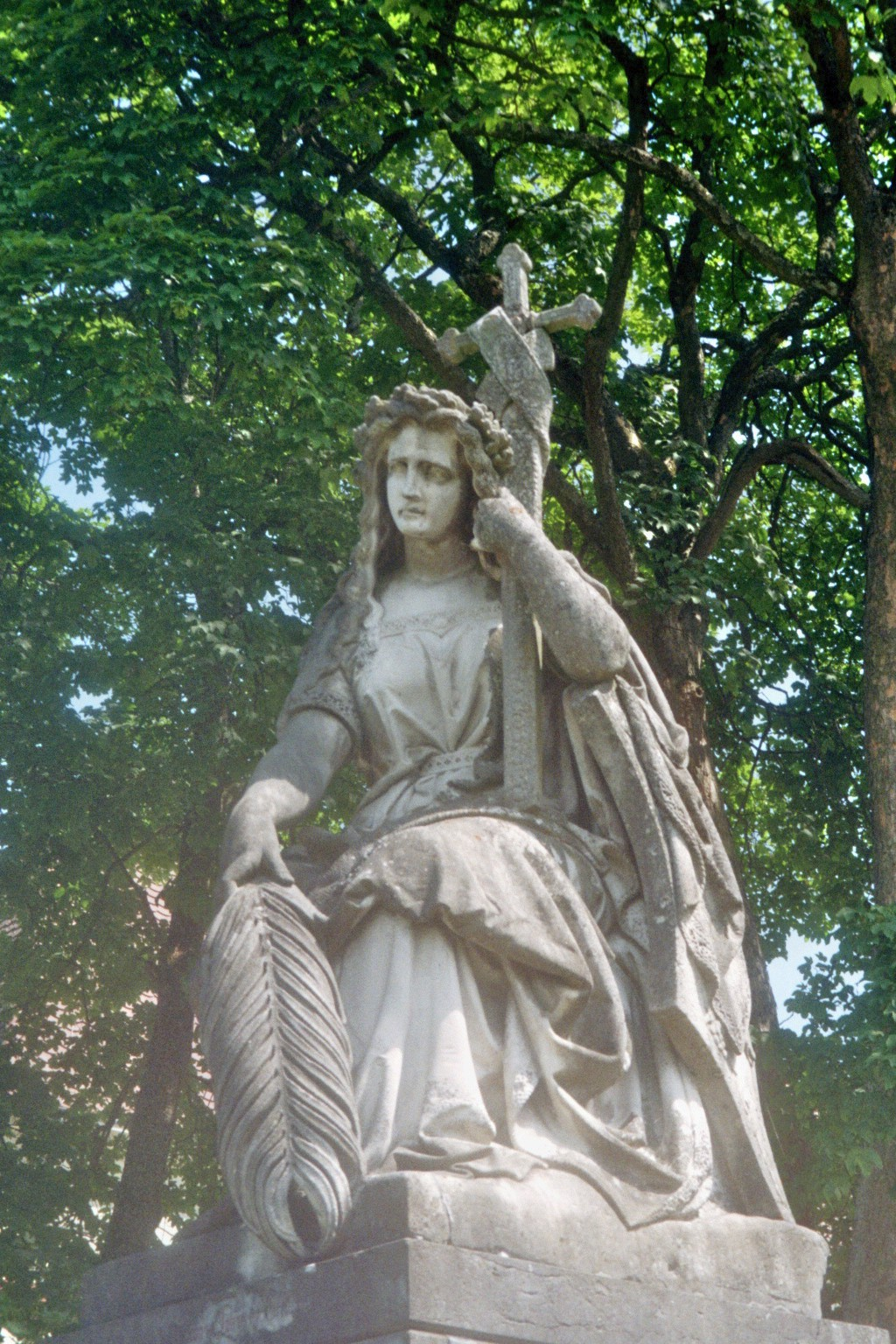
Germania presso la cappella del cimitero di Bad Kissingen, 1867/1868.
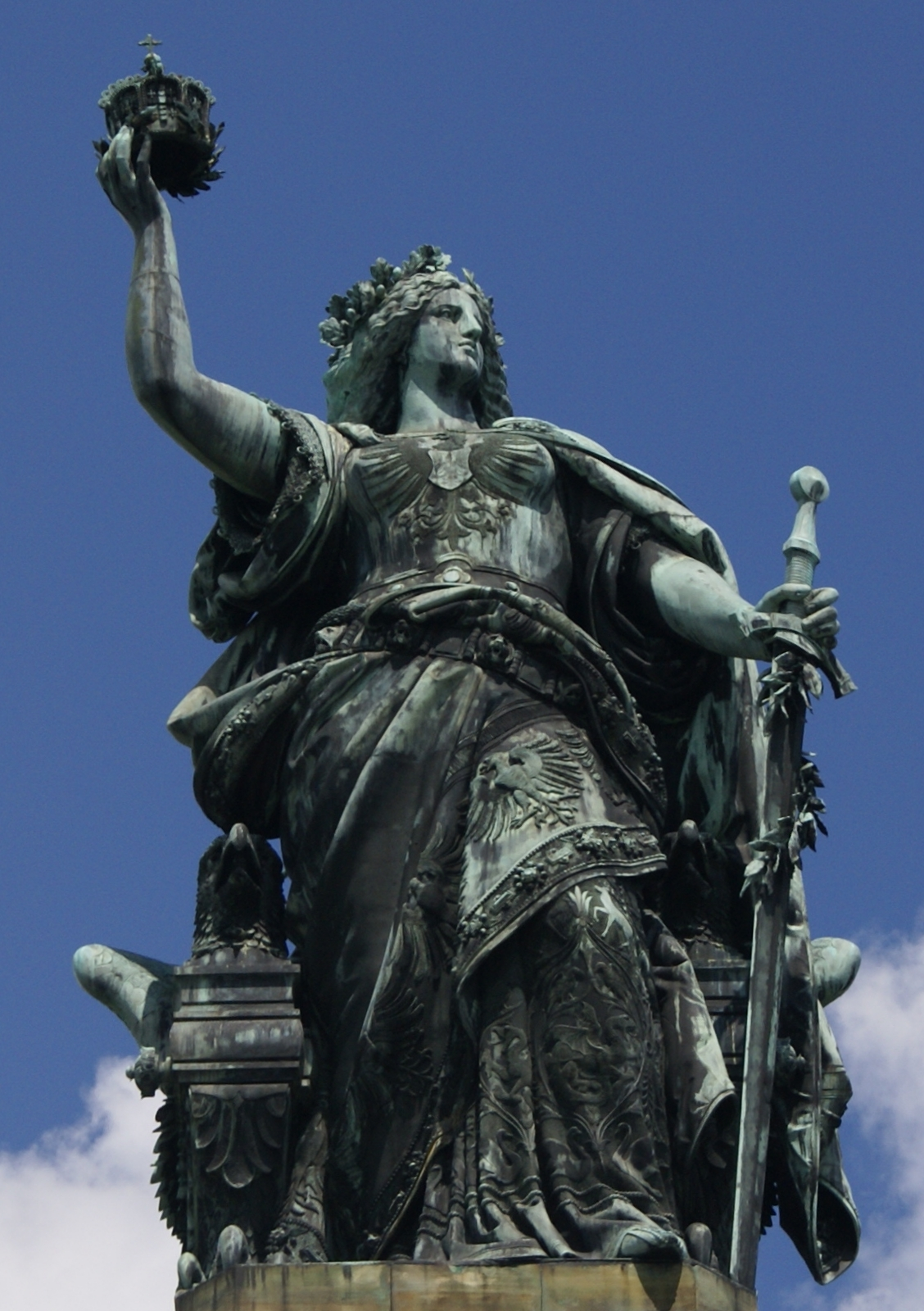
Germania del Niederwalddenkmal, inaugurazione del 1883.

## Impero e XX secolo

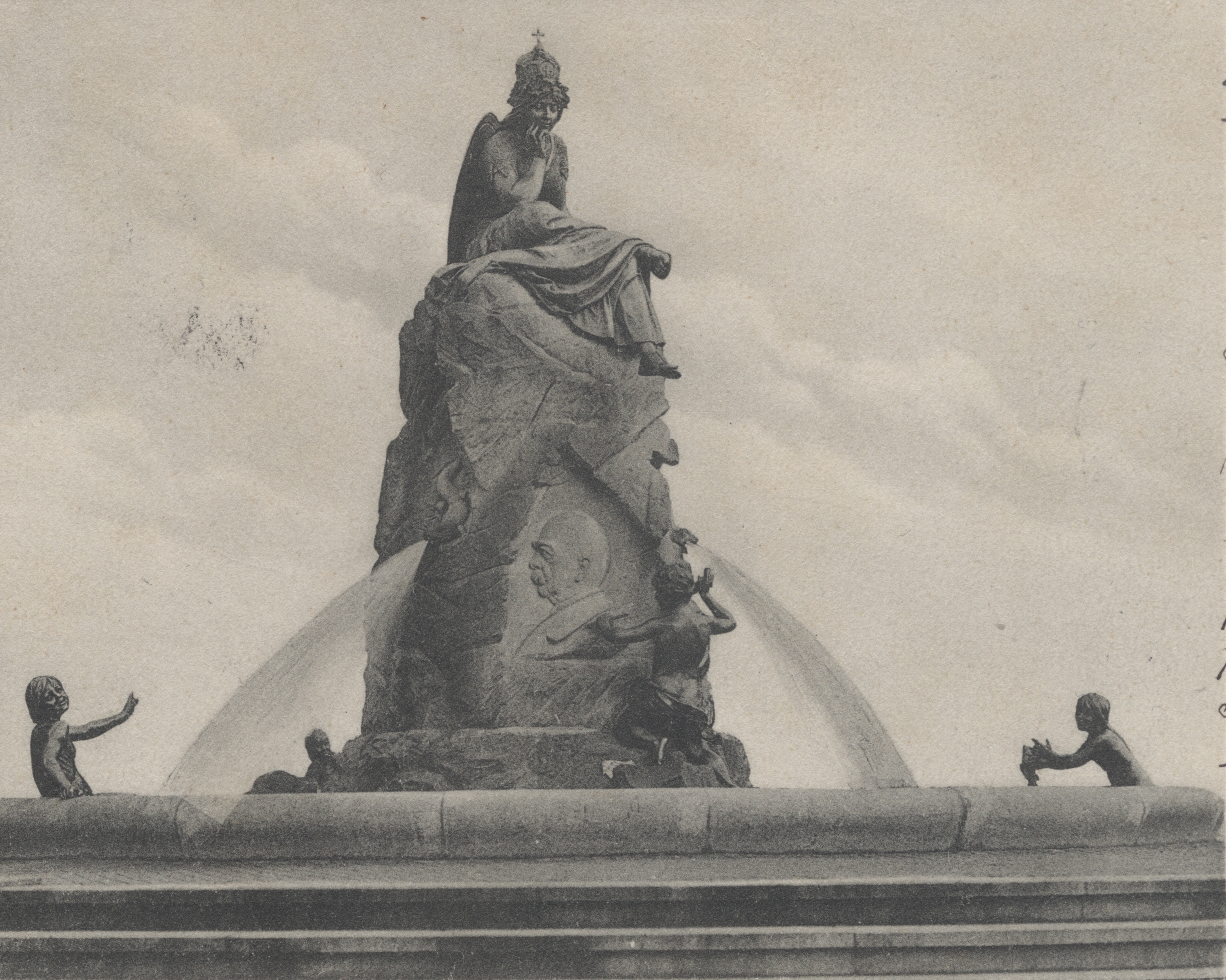
La Germaniabrunnen, o Bismarckbrunnen, di Helmuth Schievelkamp eretta nel 1903 a Flensburgo

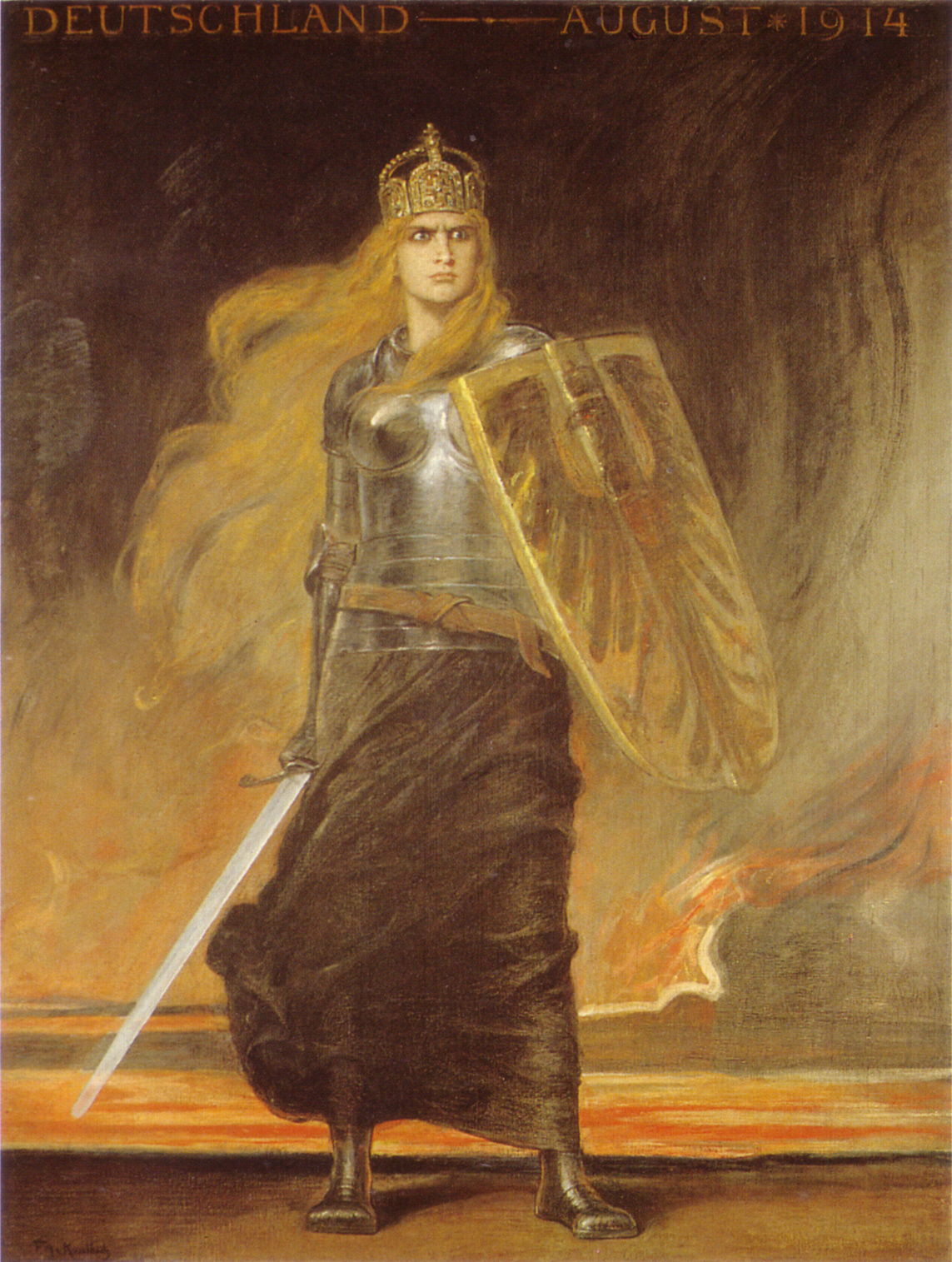
Germania di Friedrich August von Kaulbach, 1914

La personificazione di una Germania da guerra avviene negli anni 1870 e 1871 durante la guerra franco-prussiana. Questo sviluppo avviene in ambito pittorico e scultoreo monumentale durante l'era di Guglielmo (Wilhelminischen Ära), nel territorio della Prussia, una storia nazionale nelle province, nei municipi, castelli, università e nei famedi, nelle usanze popolari.
I diversi monumenti alla vittoria e monumenti ai caduti hanno forme diverse, tra questi quello di Johannes Schilling Niederwalddenkmal divenne il più popolare. Questa Germania può anche essere identificata in una „Schlachtenjungfrau“ (vergine guerriera Valchiria - (DE)  Walküre) con la „Patria“ ((DE)  Vaterland) raffigurata come „Madre tedesca“.
Friedrich August von Kaulbach nel 1914 riprende l'aspetto aggressivo di una Giovanna d'Arco dal dramma di Friedrich Schiller, La pulzella d'Orleans, nel periodo del Wilhelminismus (Guglielmismo) la forza della nazione tedesca agli inizi della prima guerra mondiale.
Dal 1900 al 1922 vennero stampati una serie di francobolli della Reichspost, la Germania Briefmarkenserie, con il profilo di Germania rappresentato. L'annessione del territorio del bacino del Saar del 16 gennaio 1935 venne celebrato pochi giorni dopo con una serie di francobolli con il motivo Die Saar kehrt zur Mutter Deutschland zurück. Questi francobolli mostravano la allegorica figura, dei primi del novecento, di una realistica madre, con la figlia in armi e una corona di quercia sul capo nel ruolo di Germania.

## Attualmente
Al giorno d'oggi nel XXI secolo la figura di Germania ha perso il suo utilizzo. Viene utilizzata da associazioni sportive e studentesche.
Germania compare nel singolo "Deutschland" dei gruppo musicale Rammstein.